# Lower Manhattan

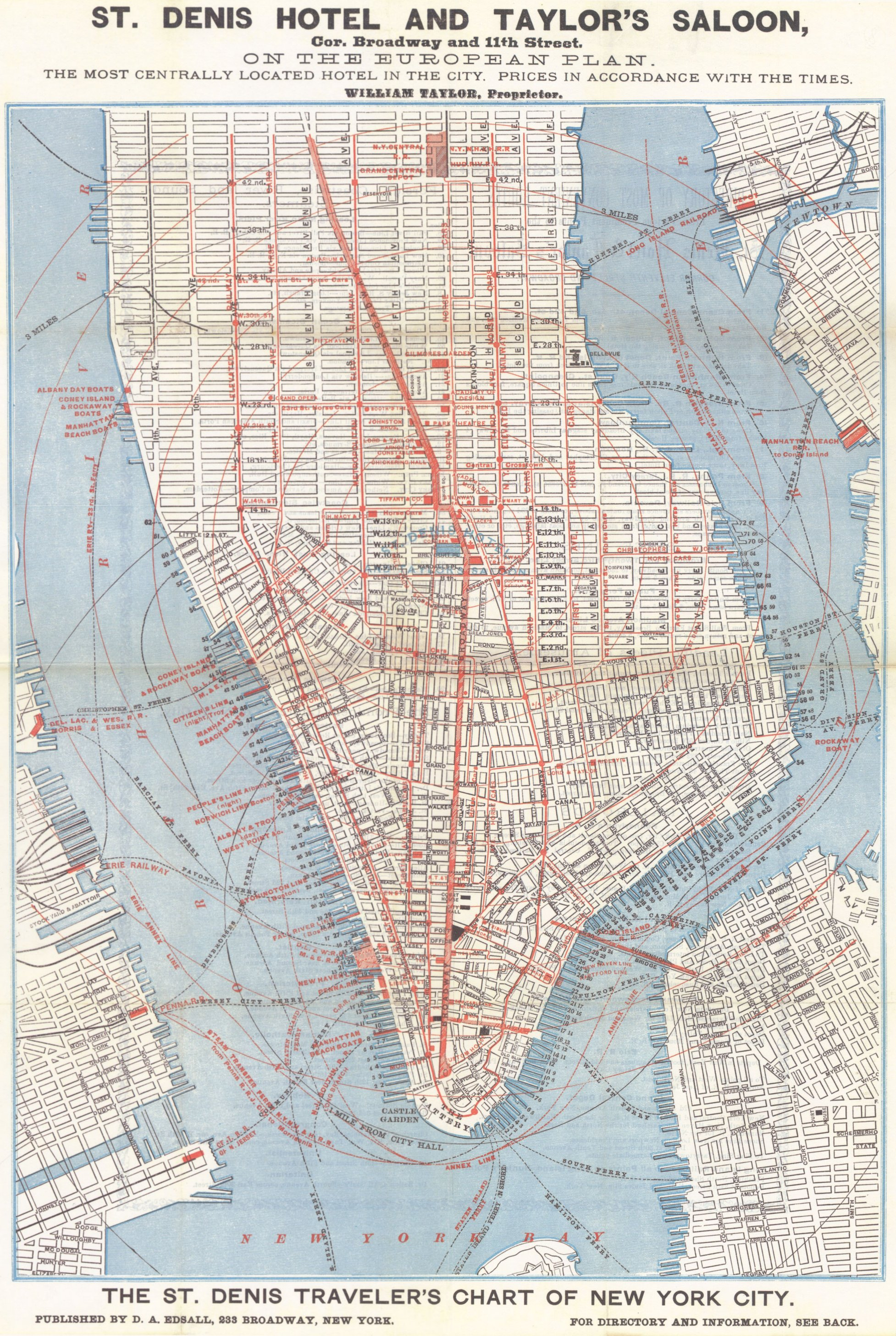
Carte du quartier de Lower Manhattan en 1879.

Lower Manhattan, en français : « Bas Manhattan »,  (appelé aussi Downtown Manhattan), est le quartier le plus au sud de l'île de Manhattan, l'un des cinq arrondissements de la ville de New York, aux États-Unis. Il est généralement délimité par la rue Chambers au nord, North River (une partie du cours de l'Hudson River) à l'ouest, l'East River à l'est, et au sud par Battery Park et la Upper New York Bay. 
Lower Manhattan, appelé aussi Financial District, inclut Wall Street, l'hôtel de ville, le Municipal Building et le site du One World Trade Center. C'est le quatrième "Central business district" du pays après Midtown (Manhattan), le Loop (Chicago) et Washington. C'était le troisième CBD avant les attentats du 11 septembre 2001.

## Points d'intérêt

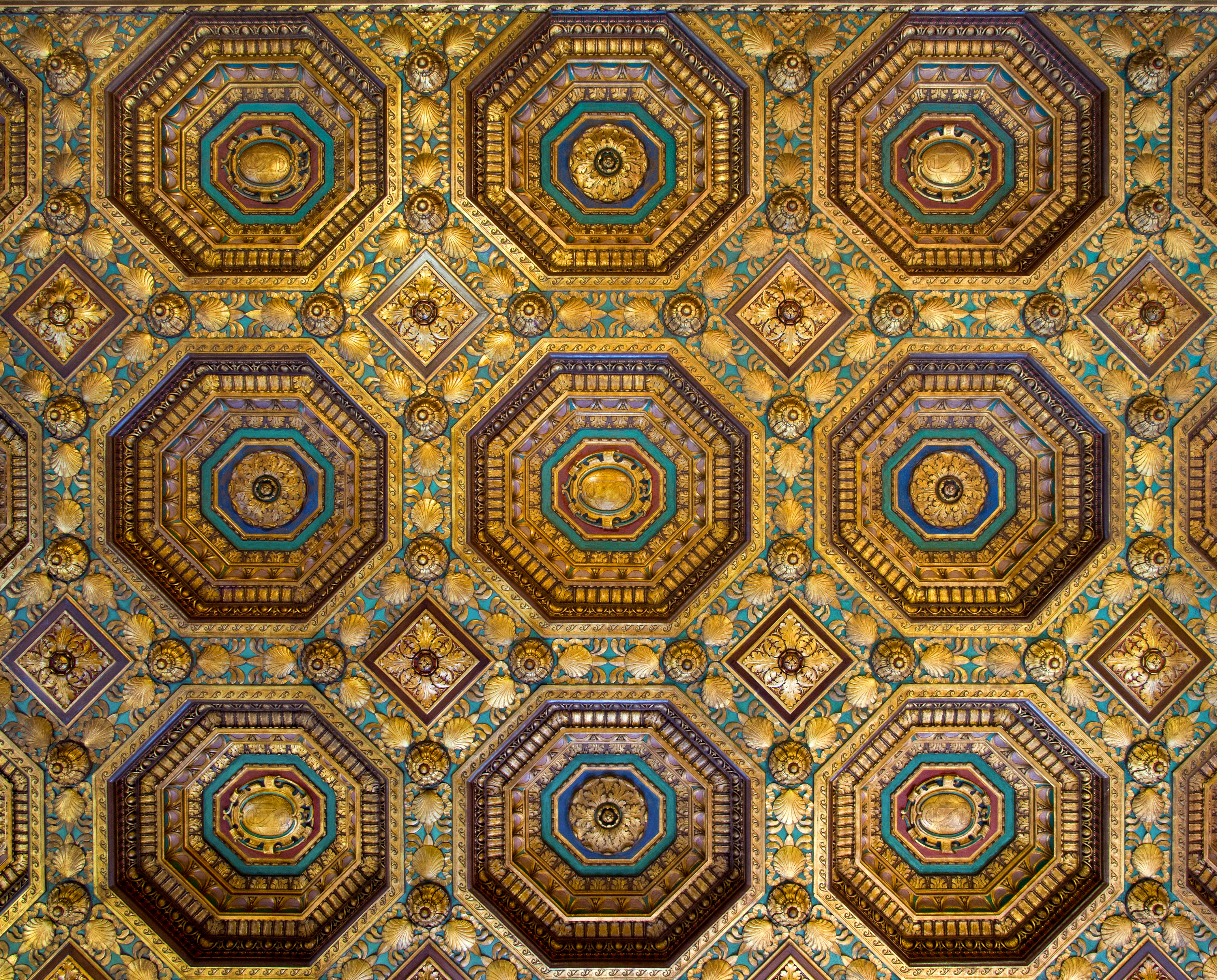
Plafond de Alexander Hamilton U.S. Custom House, réalisés par Tiffany Studios.

Le quartier contient plusieurs sites historiques et touristiques, dont le Castle Clinton National Monument, le petit parc de Bowling Green où se trouve la Alexander Hamilton U.S. Custom House, le Federal Hall, la Fraunces Tavern, le South Street Seaport, le Fulton Fish Market, le Woolworth Building, Trinity Church et le site de Ground Zero.

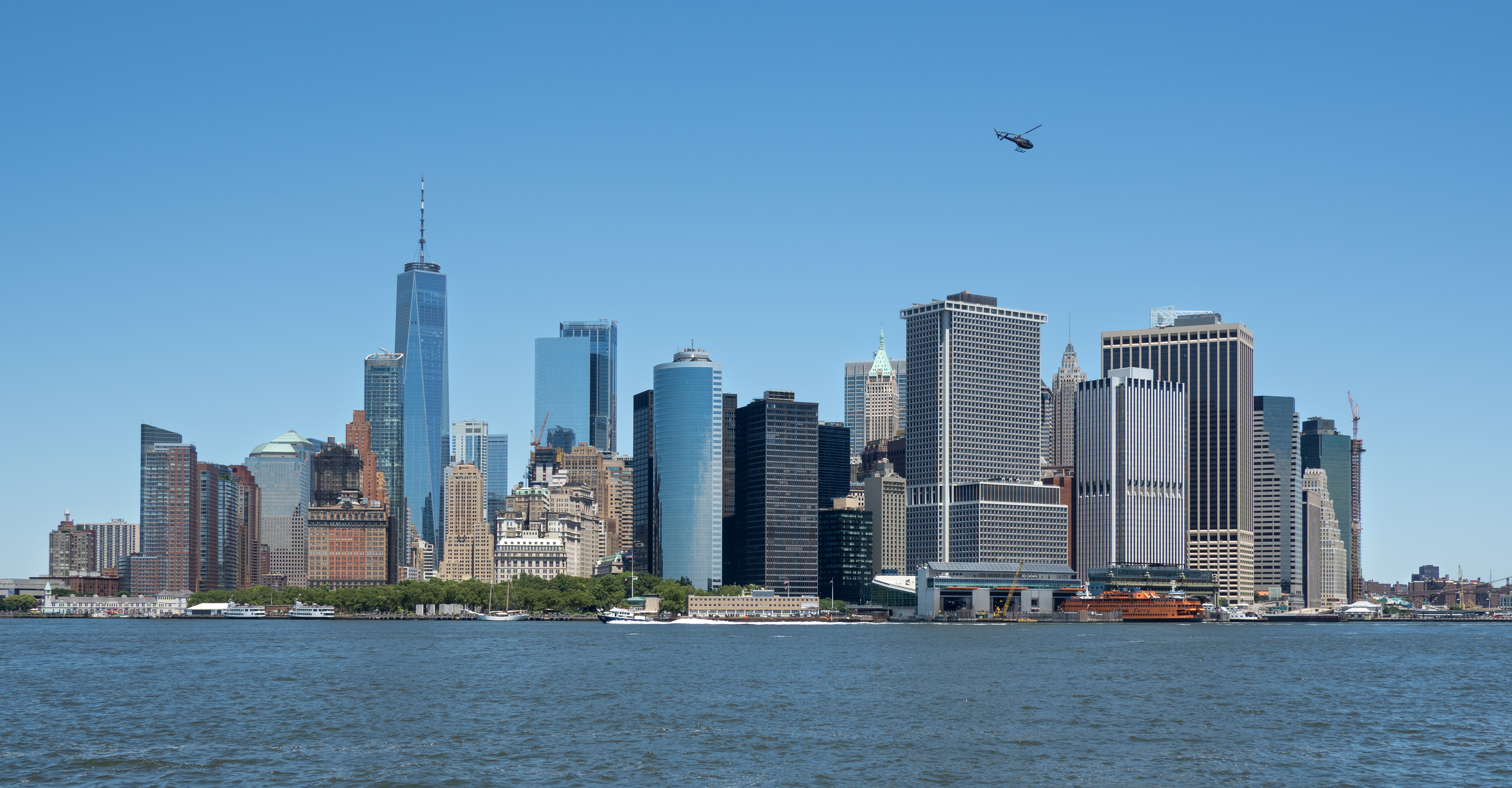
La vue sur Lower Manhattan depuis Governors Island. Avec Battery Park City, Battery Park, World Financial Center, Whitehall Building Annex, 50 West Street, One World Trade Center, 40 Wall Street, Staten Island Ferry Whitehall Terminal, 60 Wall Street, 70 Pine Street, 55 Water Street, et 32 Old Slip. Juillet 2018.

Autre vue sur Lower Manhattan depuis Governor Island. Dans le sens de lecture : City Pier A, World Financial Center, The Battery (Manhattan), Whitehall Building Annex, 50 West Street, One World Trade Center - le plus haut monument -, 7 World Trade Center, 125 Greenwich Street, Four World Trade Center, Three World Trade Center, One Chase Manhattan Plaza, 40 Wall Street, le ferry de Staten Island, Battery Maritime Building, 55 Water Street, 32 Old Slip, 120 Wall Street, et le pont de Brooklyn. Octobre 2021.

Lower Manhattan, avec l'hommage lumineux, vu depuis Jersey City. Septembre 2020.

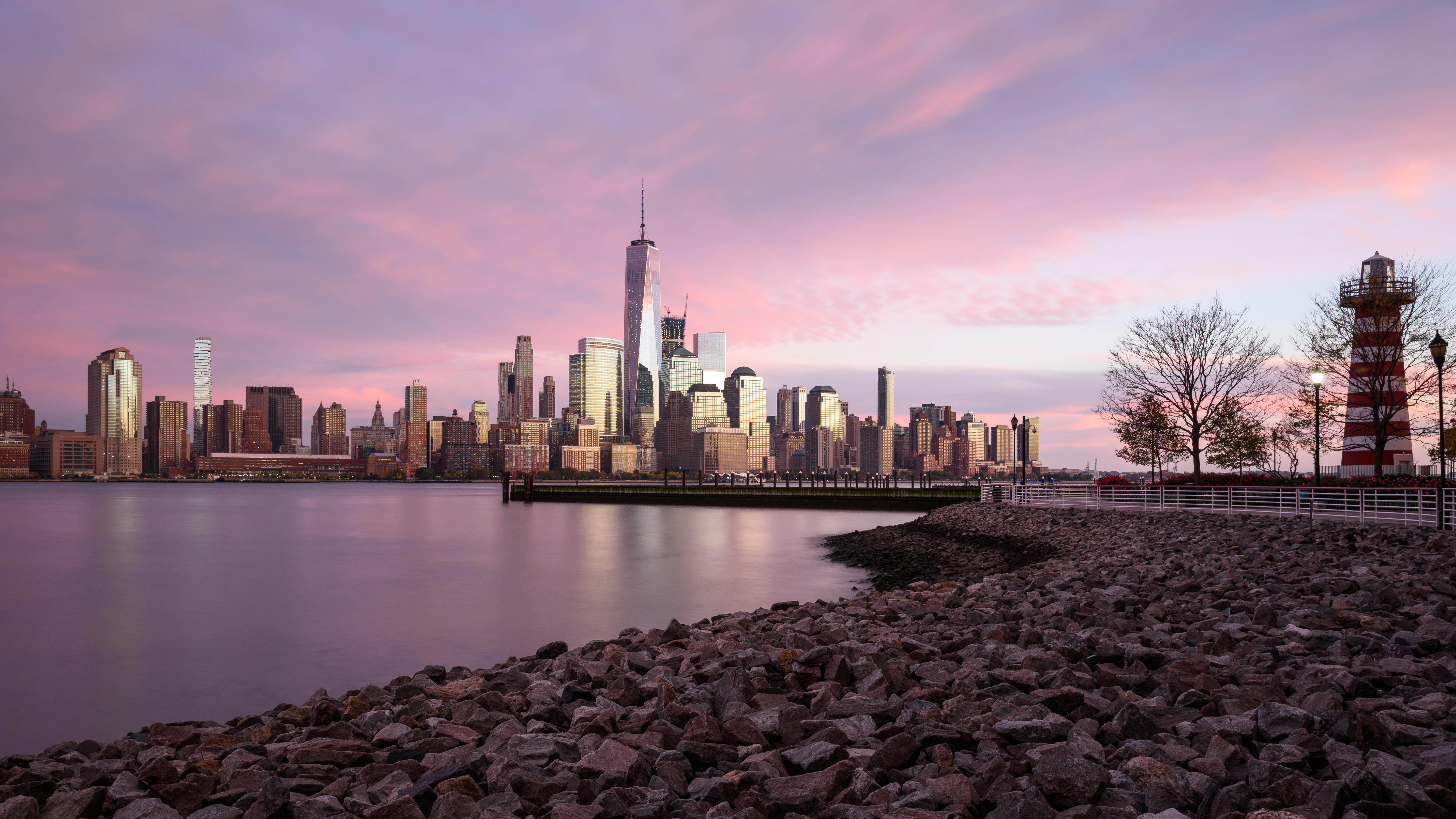
Lower Manhattan. Novembre 2016.